# Парел (Охајо)
Парел (енгл. Parral) град је у америчкој савезној држави Охајо.

## Демографија
По попису из 2010. године број становника је 218, што је 23 (-9,5%) становника мање него 2000. године.
| Група             | 2000.       | 2010.       |
| Белци             | 239 (99,2%) | 207 (95,0%) |
| Афроамериканци    | 0 (0,0%)    | 1 (0,5%)    |
| Азијати           | 0 (0,0%)    | 0 (0,0%)    |
| Хиспаноамериканци | 0 (0,0%)    | 5 (2,3%)    |
| Укупно            | 241         | 218         |